# Agrei

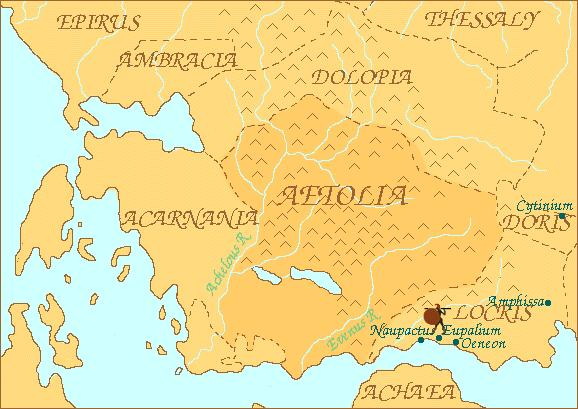
L'Acarnania e l'Etolia

Gli Agrei (dal greco antico Ἀγραῖοι, Agraîoi, o Ἀγραεῖς, Agraeîs) è stato un popolo etolico che visse nella parte nord-ovest dell'Etolia (al confine ovest con l'Acarnania, separata dal monte Tiamo). Il territorio (chiamato Ἀγραΐς, -ίδος e Ἀγραία) è bagnato dal fiume Acheloo. 
Si conosce poco degli Agrei, anche se si è certi che le loro origini non siano elleniche. Durante la guerra del Peloponneso (431-404 a.C.) gli Agrei erano governati dal re Salintio, alleato degli Ambracioti, sconfitto più tardi (426 a.C.) dagli Acarnani e da Demostene. Due anni più tardi (424 a.C.) lo stesso generale ateniese, Demostene, marciando nel territorio degli Agrei, costrinse il loro re Salintio ad allearsi con gli Ateniesi. Successivamente gli Agrei vennero sottomessi dagli Etoli, in una data imprecisata dalle fonti (Strabone, geografo del I secolo, parla degli Agrei come di un popolo etolico).
Strabone nomina due città degli Agrei: Efira e Agrinio. Secondo Smith, gli Agrei vanno distinti dagli Agriani.